# Canthonella instriata
Canthonella instriata är en skalbaggsart som beskrevs av Antoine Boucomont 1928. Canthonella instriata ingår i släktet Canthonella och familjen bladhorningar. Inga underarter finns listade.